# Mutinus borneensis
Mutinus borneensis är en svampart som beskrevs av Ces. 1879. Mutinus borneensis ingår i släktet Mutinus och familjen stinksvampar.   Inga underarter finns listade i Catalogue of Life.